# Football Club Forlì 2016-2017
Questa voce raccoglie le informazioni riguardanti il Football Club Forlì nelle competizioni ufficiali della stagione 2016-2017.

## Rosa
| N. |                   | Ruolo | Calciatore           |
| -- | ----------------- | ----- | -------------------- |
| 1  | Italia (bandiera) | P     | Alessandro Turrin    |
| 2  | Italia (bandiera) | D     | Diego Conson         |
| 3  | Italia (bandiera) | D     | Matteo Franchetti    |
| 4  | Italia (bandiera) | C     | Stefano Capellupo    |
| 5  | Italia (bandiera) | D     | Federico Baschirotto |
| 6  | Italia (bandiera) | C     | Lorenzo Ferretti     |
| 7  | Italia (bandiera) | D     | Tommaso Tentoni      |
| 8  | Italia (bandiera) | C     | Gianluca Piccoli     |
| 9  | Italia (bandiera) | A     | Giacomo Parigi       |
| 10 | Italia (bandiera) | C     | Marco Spinosa        |
| 11 | Italia (bandiera) | C     | Giuseppe Ponsat      |
| 12 | Italia (bandiera) | P     | Simone Palermo       |
| 13 | Italia (bandiera) | D     | Fabio Adobati        |
| 14 | Italia (bandiera) | D     | Vincenzo Cammaroto   |
| 15 | Italia (bandiera) | C     | Matteo Tura          |

| N. |                    | Ruolo | Calciatore          |
| -- | ------------------ | ----- | ------------------- |
| 17 | Italia (bandiera)  | A     | Simone Tonelli      |
| 18 | Italia (bandiera)  | A     | Denis Di Rocco      |
| 19 | Italia (bandiera)  | D     | Emanuele Croci      |
| 20 | Italia (bandiera)  | D     | Samuele Sereni      |
| 21 | Italia (bandiera)  | A     | Emanuele Bardelloni |
| 22 | Italia (bandiera)  | P     | Nicolò Baldassarri  |
| 23 | Italia (bandiera)  | D     | Marco Vesi          |
| 24 | Italia (bandiera)  | A     | Lorenzo Nisi        |
| 25 | Albania (bandiera) | C     | Isnik Alimi         |
| 26 | Italia (bandiera)  | C     | Nicola Capellini    |
| 27 | Italia (bandiera)  | P     | Alessandro Semprini |
| 28 | Italia (bandiera)  | C     | Marco Martina Rini  |
| 29 | Italia (bandiera)  | A     | Davide Succi        |
| 30 | Italia (bandiera)  | D     | Filippo Carini      |